# 元朝征斯里兰卡
元朝征斯里兰卡1284年蒙古元朝派出探险队至斯里兰卡。忽必烈下令航程目的是取得佛牙，佛教最圣洁的文物之一(舍利) 。马可波罗说他是乘坐这次航行的元朝官方代表。
1293年，元朝另一舰队去波斯的路上访问斯里兰卡。马可波罗说他随船前往。斯里兰卡历史认为1411年明朝的郑和在斯里兰卡发动了另一场佛牙战争。